# Devianz
Devianz es una banda de Rock francés fundada el año 2004.

## Biografía
- Septiembre 2004: Creación de Devianz por Guyom Pavesi, Maxime Decitre and Benoît Blin.
- Abril 2005: La banda entra al estudio LB Lab cin Stéphane Buriez (Loudblast).
- Diciembre 2005: Lanzamiento del primer álbum Una Duna In Mezzo All’Oceano.
- Finales de 2006: El video Eleganz comienza a ser transmitido por algunos canales de televisión (Nolife...)
- 2007: Regreso a los estudios para la grabación del EP Les Lèvres Assassines , com apoyo de Davy Portela (Pleymo).
- Abril 2009: Primer tour por Francia junto a Aesthesia.
- Julio 2009/Febrero 2010 : Grabación del segundo álbum.
- Enero 2010: Anuncio de participación de Vincent Cavanagh de Anathema en las voces y los arreglos del nuevo disco.[1]
- Abril 2010: Transmisión exclusiva por Ouï FM de una canción del nuevo álbum.
- Mayo 2012: Lanzamiento del segundo álbum À Corps Interrompus.

## Alineación

### Miembros actuales
- Guyom Pavesi: voz desde 2004.
- Benoît Blin: guitarra desde 2004.
- Pierre Labarbe: guitarra desde 2006.
- Vincent Rémon: bajo desde 2007.
- Maxime Decitre: batería desde 2004 hasta 2008 y desde 2014.

### Miembros anteriores
- Emmanuel Mechling: bajo desde 2004 hasta 2006.
- Nicolas Robache: bajo desde 2006 hasta 2007.
- Nicolas Pytel: batería desde 2008 hasta 2011.
- Charles-Vincent Lefèvre: batería desde 2011 hasta 2012.
- Thibault Faucher: batería desde 2012 hasta 2014.

## Discografía

### Una Duna In Mezzo All'Oceano
- Fecha de lanzamiento: 21 de noviembre de 2005
- Lista de temas:

1. Quatre Longs Matins
2. El Silencio Es Muerto
3. Innocente Petite Chose
4. Odalisque 1
5. Eleganz
6. Décembres Naïfs
7. Des Parallèles
8. Solstice Du Premier Âge
9. Odalisque 2
10. Тринадцать
11. Épistophane
12. Bitter Landscape/Simple De Jade

- Información adicional: Grabado y mezclado por Stéphane Buriez (Loudblast) en el estudio LB Lab, con apoyo de Jean-Pierre Bouquet de Autre Studio

### Les Lèvres Assassines
- Fecha de lanzamiento: 31 de mayo de 2008
- Lista de temas:

1. 040506
2. Vos Enfants Sont Aussi Des Animaux
3. Innocente Petite Chose
4. Cœur D'Odalisque
5. Vivre Ou Survivre (Daniel Balavoine cover)/Backdoor Killer (pista oculta).

+ videoclip Eleganz
- Información adicional: Grabado y mezclado por Davy Portela (Pleymo) en Midilive, actuales estudios Daniel y Sriracha. Videoclip dirigido por Jean-Philippe Astoux.

### Trouble Amante
- Fecha de lanzamiento: 19 de diciembre de 2011
- Lista de temas:

1. Trouble Amante
2. J'En Appelle Au Silence
3. L'Alchimie Des Sens
4. Shout (Tears For Fears cover) (bonus track descargable).

- Información adicional: Grabado y mezclado por Guyom Pavesi, con apoyo de Alan Douches.

### À Corps Interrompus
- Fecha de lanzamiento: 14 de mayo de 2012
- Lista de temas:

1. Happiness In Frustration
2. Des Racines Dans La Chair
3. Soleil D'Encre
4. Sous Une Lune De Plomb
5. L'Instant Suspendu
6. L'Alchimie Des Sens
7. Mute Echo Room
8. Douze De Mes Phalanges
9. Ton Corps N'Est Qu'Atome (con Vincent Cavanagh Anathema)
10. Trouble Amante
11. Lames De Sel
12. Arpeggio
13. Passion/Omission
14. En Attendant L'Aube (bonus track en la edición física).

- Información adicional: Grabado y mezclado por Guyom Pavesi, con apoyo de Alan Douches.

## Media
- El videoclip "Eleganz" ha sido transmitido por algunos canales de TV Cable (Nolife...)
- Devianz participó en un cortometraje llamada Le Gendre, dirigida por Eric Sicot, con la canción Backdoor Killer.
- El 29 de abril de 2009, Devianz fue mencionado como un referente musical por el diputado Patrick Roy, para el debate de descarga de música por internet en la Asamblea Nacional.[2]
- Devianz participó en un cortometraje llamado - NYC- dirigida por Seb Houis con un cover de "Shout" de Tears For Fears.[3]
- El 11 de abril de 2010, el tema "Soleil D'Encre" del segundo álbum fue transmitido en exclusiva por Ouï FM
- El 24 de junio de 2012, el tema "L'Alchimie Des Sens", aparece en el nuevo recopilatorio de la revista Broken Balls: Broken Balls Fanzine – Compil #6.